# V601T
V601T（ブイロクマルイチティー）は、東芝が製造し、ボーダフォン日本法人（現ソフトバンクモバイル）が販売していたPDC通信方式のパケット対応の携帯電話端末である。

## 特徴
着うたに対応した、エンターテイメント機能を重視した端末である。また、辞書機能や時間割機能を搭載している。「くーまん」アプリも内蔵している。

## メーカーによるCM
Every Little Thingの持田香織が出演。「愛のカケラ」、アコースティックバージョンの「For the moment」と「出逢った頃のように」がタイアップ曲として使用され、持田がV601Tの音楽プレーヤー機能を操作しながら、それらの曲を聴く演出になっていた。ちなみに、Every Little Thing自体は後にソフトバンクモバイルのCMに出演することとなる。

## 付属品
- 電池パック
- 急速充電器
- 卓上ホルダー
- ビデオ出力ケーブル